# Pontus Euxinus
Pontos Euxeinos (Grieks Πόντος Εὔξεινος, gelatiniseerd tot Pontus Euxinus) was de in de Oudheid gebruikelijke naam voor de Zwarte Zee.
Pontos Euxeinos betekent letterlijk Gastvrije Zee. In feite was dat een eufemisme, een geval van taboevermijding. De Zwarte Zee was juist berucht om zijn gevaarlijke stormen in de herfst en winter. Oorspronkelijk werd zij daarom Pontos Axeinos genoemd, dit is de Ongastvrije Zee. Maar de Griekse zeelui waren bang om met het gebruiken van deze naam de goden van de zee te provoceren en kozen daarom voor een eufemistische naam.
De beruchte weersomstandigheden liggen stellig ten grondslag aan de Turkse naam Kara Deniz, ofwel de "Zwarte Zee", waarvan de in de meeste moderne talen gangbare naam dan is afgeleid.